# Parlamentswahl in Frankreich 2012
- FG: 10
- PS: 280
- PRG: 12
- DVG: 22
- Verts: 17
- REG: 2
- Sonst.: 5
- MoDem: 2
- NC: 18
- UMP: 194
- DVD: 15

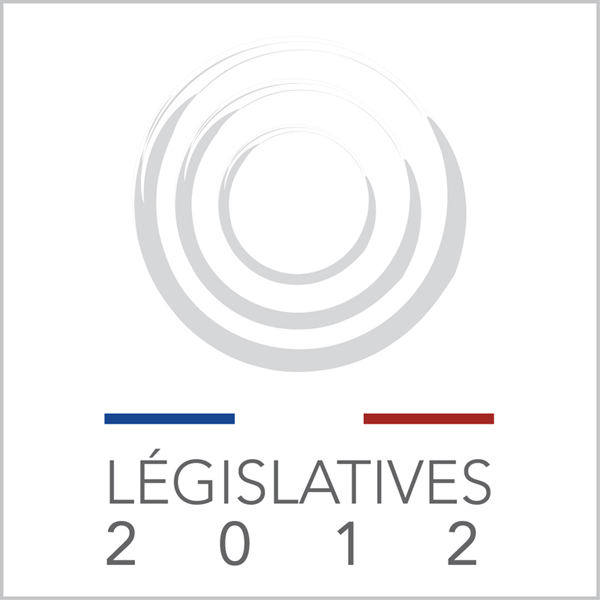
Offizielles Logo der Parlamentswahlen 2012

Die Parlamentswahl in Frankreich 2012 fand am 10. und 17. Juni in zwei Durchgängen statt. Bei der Wahl wurden die 577 Mitglieder der 14. Nationalversammlung der Fünften Republik bestimmt. Nachdem der Parti socialiste bereits im Mai bei den Präsidentschaftswahlen mit François Hollande erfolgreich war, gelang es ihm nun auch die Parlamentswahlen für sich zu entscheiden. Der PS verpasste jedoch mit 280 Mandaten knapp die absolute Mehrheit von 289 Sitzen, die er jedoch mit dem Parti radical de gauche als engstem Bündnispartner erreichte. Damit verfügte der Parti socialiste mit seinen Partnern über Mehrheiten in beiden Parlamentskammern bis zur Senatswahl 2014.
Erstmals durften auch die Auslandsfranzosen in elf eigenen Wahlkreisen teilnehmen.

## Besonderheiten dieser Wahl

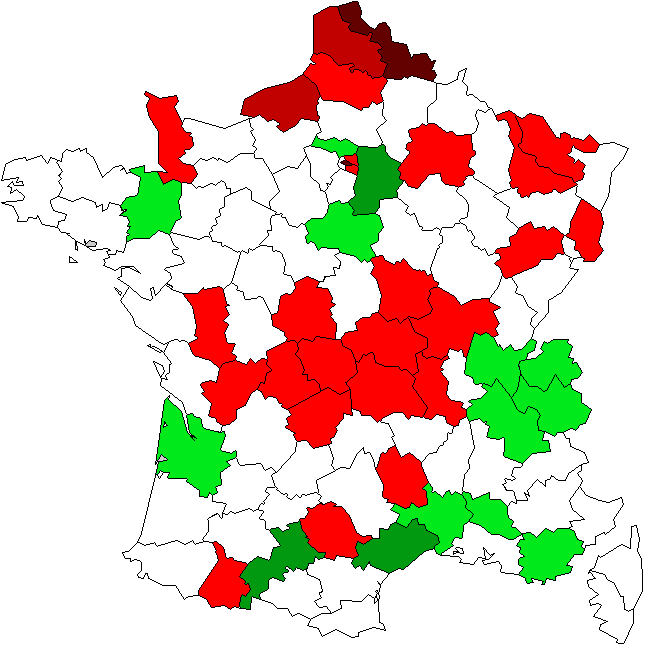
Im Rahmen der Neuaufteilung der Wahlkreise im Jahr 2010 gewannen einige Départements Parlamentssitze hinzu, andere verloren Sitze:
Verlust von einem Sitz
Verlust von zwei Sitzen
Verlust von drei Sitzen
Gewinn von einem Sitz
Gewinn von zwei Sitzen

Die Wahlen waren von zwei Neuerungen gekennzeichnet. Die Wahlkreise wurden mit Hinblick auf den demografischen Wandel im Lande neu aufgeteilt; die Gesamtanzahl der Parlamentssitze blieb unverändert. Laut Gesetz soll die Einwohneranzahl je Département die Anzahl der Sitze, die je Département gewählt werden, widerspiegeln, was bei der Wahl zuvor (2007) nicht eingehalten werden konnte: So hatte bei der letzten Wahl eine Stimme eines Einwohners im Département Lozère mehr Gewicht als drei Stimmen der Wähler im Département Bouches-du-Rhône, drei Stimmen in Saône-et-Loire entsprachen fünf auf La Réunion. Eine Studie wies darauf hin, dass durch die Neuaufteilung bei gleichem Wählervotum die Zahl der Sitze der Mitte-rechts-Koalition unter der UMP gegenüber den Sitzen der Linken um etwa zwei Prozent bzw. neun Sitze zunehmen würde.
Zum Zweiten durften bei dieser Wahl zum ersten Mal die 1,5 Millionen Franzosen außerhalb Frankreichs nach Artikel 24 der im Jahre 2008 reformierten Verfassung an der Wahl teilnehmen und elf Sitze stellen. In der Vergangenheit waren diese französischen Bürger nur durch zwölf Senatoren parlamentarisch vertreten, die von der Versammlung der Franzosen im Ausland (Assemblée des Français de l’étranger (AFE)) gewählt wurden. Die zwölf Senatoren blieben unverändert erhalten. Für die Wahl der elf Sitze in der Nationalversammlung wurden elf Wahlkreise gebildet, die jeweils mehrere Staaten umfassen. Die Schweiz und Liechtenstein bilden den sechsten Wahlkreis, Deutschland und Österreich gehören mit weiteren Staaten zum siebten Wahlkreis.
In jedem Wahlkreis wurde ein Abgeordneter gewählt. Im ersten Wahlgang war gewählt, wer mehr als die Hälfte der gültigen Stimmen erreicht hatte, sofern seine Stimmenzahl mindestens 25 % der Zahl der Wahlberechtigten des Wahlkreises betrug. War kein Bewerber im ersten Wahlgang gewählt worden, fand eine Woche später (17. Juni) ein zweiter Wahlgang statt. An diesem konnten die Kandidaten teilnehmen, die bis zum Dienstag nach dem ersten Wahlgang ihre Kandidaturerklärung einreichten und deren Stimmenzahl im ersten Wahlgang mindestens 12,5 % der Zahl des Wahlberechtigten des Wahlkreises betragen hatte. Erreichte diese Hürde kein oder nur ein Kandidat, gab es eine Stichwahl zwischen den beiden Kandidaten mit den meisten Stimmen im ersten Wahlgang. Im zweiten Wahlgang reicht die einfache Mehrheit.

## Parteien und Wahlkampf
Kandidaten, die sich einer der 44 beim französischen Innenministerium registrierten Parteien angeschlossen hatten, konnten in den Genuss einer staatlichen Parteienfinanzierung gelangen. Insgesamt wurden 6611 Kandidaten registriert, darunter 2641 (40 %) Frauen.
Die zur Wahl stehenden größeren Parteien sind im Wesentlichen dieselben wie bei der Präsidentschaftswahl:
- Union pour un mouvement populaire (UMP) – konservativ
- Nouveau Centre (NC) – zentristisch-liberal
- Parti Socialiste (PS) – sozialdemokratisch
- Parti radical de gauche (PRG) – linksliberal
- Europe Écologie-Les Verts (EELV) – grün
- Mouvement démocrate (MoDem) – zentristisch-liberal (angetreten als Centre pour la France)
- Front National (FN) – nationalistisch
- Front de gauche (FDG) – linkssozialistisch-kommunistisch

Am 12. Mai kündigte Jean-Luc Mélenchon, der ehemalige Präsidentschaftskandidat des linken Front de gauche an, im elften Wahlkreis des Départements Pas-de-Calais als Kandidat anzutreten. In diesem Wahlkreis kandidierte auch Marine Le Pen, die Vorsitzende des rechtsextremen Front National. Am 18. Mai 2012 gab der Front de gauche auch bekannt, dass er seine Kandidaten in zwei Wahlkreisen (siebter Wahlkreis im Département Moselle und erster Wahlkreis im Département Aube) zurückziehen wolle, um nicht den Erfolg eines Kandidaten aus dem linken Spektrum durch zu starke Aufsplitterung der Stimmen zu gefährden.
Die meisten Umfragen sagten einen Sieg der Sozialistischen Partei und ihrer Verbündeten voraus.
Trotz eines Stimmenanteils von 17,9 % im ersten Wahlgang der im April 2012 vorangegangenen Präsidentschaftswahl war es aufgrund des Mehrheitswahlrechts durchaus nicht unwahrscheinlich, dass der Front National keinen einzigen der 577 Parlamentssitze bekommen würde. Ähnliches galt auch für Mouvement démocrate, deren Kandidat 9,1 % der Stimmen bei der Präsidentschaftswahl erhielt. Die grüne Partei hatte mit der PS jedoch ein Wahlabkommen geschlossen, nach dem die Sozialisten in 60 Wahlkreisen auf die Aufstellung eines eigenen Kandidaten verzichten und den Kandidaten der Grünen unterstützen wollen, so dass diesen mindestens 15 Abgeordnete fast sicher schienen. Dies war die Mindestzahl für die Bildung einer Fraktion in der Nationalversammlung.

## Ergebnisse

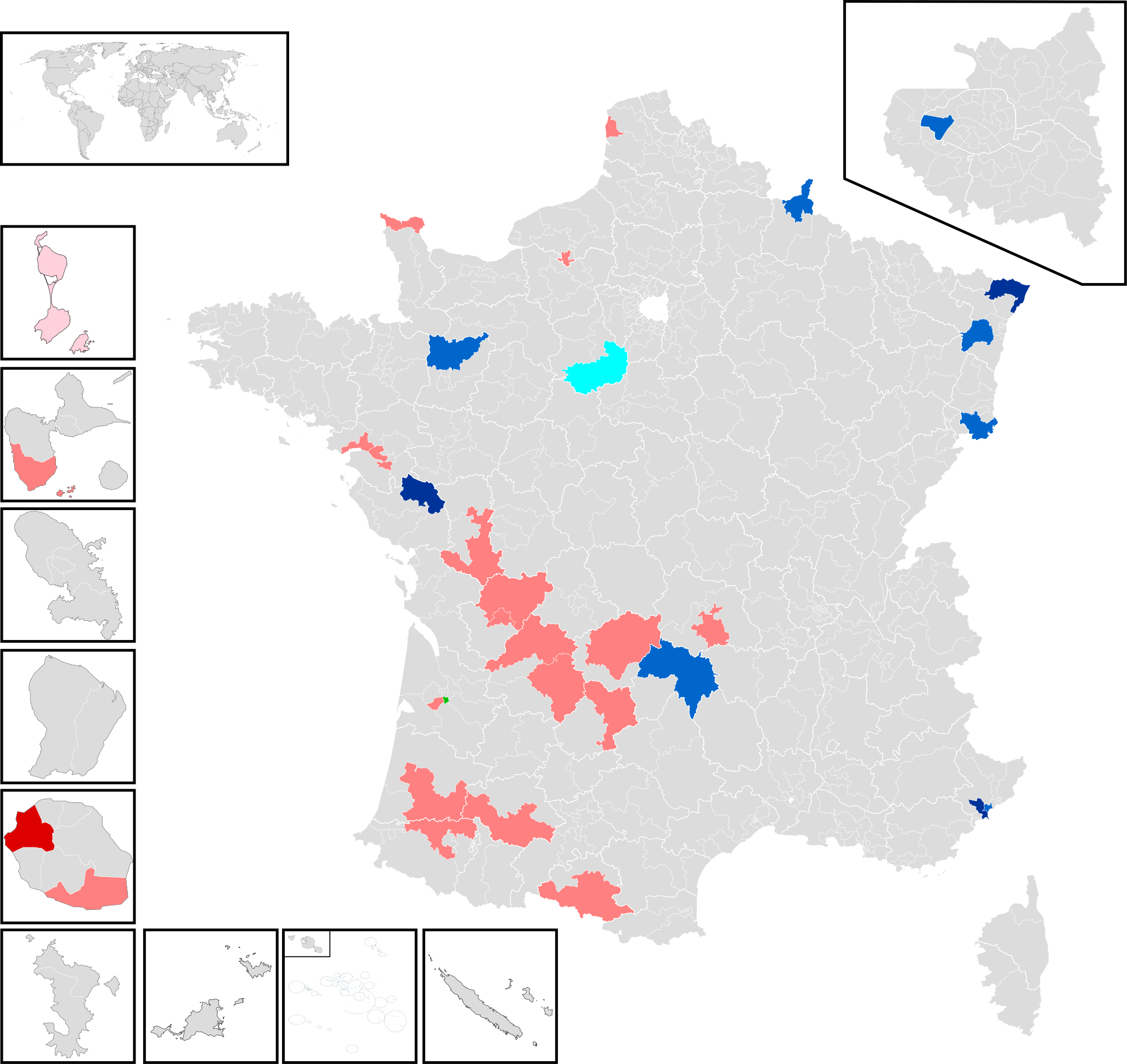
Im ersten Wahlgang gewonnene Wahlkreise (Zahl der Wahlkreise in Klammern):
Parti socialiste (PS) – 22
Parti communiste réunionnais (PCR) – 1
Parti radical de gauche (PRG) – 1
Union pour un mouvement populaire (UMP) – 7
Mouvement pour la France (MPF) – 1
Parti radical (PR) – 2
Europe Écologie-Les Verts (EELV) – 1
Nouveau Centre (NC) – 1

Abstimmungsverhalten bzw. Mehrheiten nach Gemeinden im zweiten Wahlgang:
Alliance centriste / Centre pour la France / Nouveau Centre
Verschiedene bürgerliche Parteien
Parti socialiste / Divers gauche / Parti radical / Parti radical de gauche
Europe-Ecologie-Les Verts / Ökologische Kandidaten
Front national / Extreme Rechte
Front de gauche / Extreme Linke
Union pour un mouvement populaire / Verschiedene bürgerliche Parteien
Regionalisten
Sonstige
Wahlkampf zwischen 3 Kandidaten

Zusammensetzung der neu gewählten Nationalversammlung
Front de Gauche (FG)
Parti socialiste (PS)
Parti radical de gauche (PRG)
Verschiedene Linke
Europe Écologie-Les Verts (EELV)
Andere
Mouvement démocrate (MoDem)
Nouveau Centre (NC)
Parti radical valoisien (PRV)
Verschiedene Rechte
Union pour un mouvement populaire (UMP)
Extreme Rechte

Im ersten Wahlgang erreichten insgesamt 36 Kandidaten eine absolute Stimmenmehrheit in ihrem Wahlkreis und waren damit gewählt. Zu diesen 36 Abgeordneten zählten 22 Kandidaten des Parti socialiste. Im zweiten Wahlgang fand dann eine Stichwahl in den verbliebenen 541 Wahlkreisen statt. Dabei hatten die Wähler in 495 Wahlkreisen zwischen zwei Kandidaten und in 46 Wahlkreisen zwischen 3 Kandidaten zu entscheiden.
Einiges Aufsehen in der französischen Presse erregte vor dem zweiten Wahlgang der guerre des roses (Rosenkrieg) zwischen der Ex-Lebensgefährtin des französischen Präsidenten und Mutter seiner vier Kinder, Ségolène Royal und dessen jetziger Partnerin Valérie Trierweiler. Durch die Sozialistische Partei war Royal im vermeintlich sicheren Wahlkreis 1 (La Rochelle) des Départements Charente-Maritime als Kandidatin aufgestellt worden. Nach der Wahl war sie für das Amt der Parlamentspräsidentin vorgesehen. Allerdings waren nicht alle sozialistischen Politiker vor Ort mit dieser aus Paris dekretierten Kandidatin einverstanden und stellten Olivier Falorni als lokalen sozialistischen Gegenkandidaten auf, der daraufhin prompt aus der PS ausgeschlossen wurde. Landesweite Brisanz erhielt die Angelegenheit, als bekannt wurde, dass Trierweiler über Twitter Falorni „viel Glück“ in seinem Wahlkampf und sein „selbstloses Engagement an der Seite der Leute von La Rochelle“ gelobt hatte.
Im zweiten Wahlgang stand in insgesamt 22 Wahlkreisen ein Kandidat des linksradikalen Front de gauche zur Wahl und in 61 Wahlkreisen war ein Front national-Kandidat in den zweiten Wahlgang gelangt.
Die Wahlbeteiligung im zweiten Wahlgang lag bei ca. 56 % und damit so niedrig wie seit vielen Jahren nicht mehr. Die linken Parteien gewannen insgesamt 341 Sitze, wobei der Parti Socialiste mit seinem engsten Verbündeten, dem Parti radical de gauche, allein die absolute Mehrheit gewann (292 von 577 Mandaten).
Zwei Kandidaten des Front National wurden gewählt, zum einen Marion Maréchal-Le Pen, die 22-jährige Enkelin von Jean-Marie Le Pen und Nichte von Marine Le Pen mit 42,1 % der Stimmen im dritten Wahlkreis des Départements Vaucluse und Gilbert Collard mit 42,8 % der Stimmen im zweiten Wahlkreis von Gard. Marine Le Pen selbst verlor dagegen das Duell gegen den sozialistischen Gegenkandidaten Philippe Kemel im 11. Wahlkreis von Pas-de-Calais mit 49,9 gegen 50,1 % (ihr prominenter Herausforderer Jean-Luc Mélenchon war schon nach dem ersten Wahlgang ausgeschieden). Ségolène Royal unterlag mit 37,0 % zu 63,0 % der Stimmen gegen ihren parteilosen, ehemals sozialistischen Gegenkandidaten Olivier Falorni. François Bayrou, der Parteivorsitzende von Mouvement démocrate/Le Centre pour la France verlor mit 30,2 % der Stimmen seinen Wahlkreis im Département Pyrénées-Atlantiques, den er seit 1988 ununterbrochen gehalten hatte, in einem Dreier-Duell MoDem-PS-UMP an den Kandidaten der Sozialisten.
| Listen                                    | 1. Wahlgang | 1. Wahlgang | 1. Wahlgang | 2. Wahlgang | 2. Wahlgang | 2. Wahlgang | Mandate Gesamt |
| Listen                                    | Stimmen     | %           | Mandate     | Stimmen     | %           | Mandate     | Mandate Gesamt |
| ----------------------------------------- | ----------- | ----------- | ----------- | ----------- | ----------- | ----------- | -------------- |
| SOC – Parti socialiste (PS)               | 7.618.326   | 29,4        | 22          | 9.420.889   | 40,9        | 258         | 280            |
| UMP – Union pour un Mouvement Populaire   | 7.037.268   | 27,1        | 9           | 8.740.628   | 38,0        | 185         | 194            |
| DVG – Divers gauche (Verschiedene Linke)  | 881.555     | 3,4         | 1           | 709.395     | 3,1         | 21          | 22             |
| VEC – Europe-Ecologie-Les Verts (EELV)    | 1.418.264   | 5,5         | 1           | 829.036     | 3,6         | 16          | 17             |
| DVD – Divers droite (Verschiedene Rechte) | 910.034     | 3,5         | 1           | 417.940     | 1,8         | 14          | 15             |
| NCE – Nouveau Centre                      | 569.897     | 2,2         | 1           | 568.319     | 2,5         | 11          | 12             |
| RDG – Parti radical de gauche             | 428.898     | 1,7         | 1           | 538.331     | 2,3         | 11          | 12             |
| FG – Front de gauche                      | 1.793.192   | 6,9         | 0           | 249.498     | 1,1         | 10          | 10             |
| PRV – Parti radical                       | 321.124     | 1,2         | 0           | 311.199     | 1,4         | 6           | 6              |
| FN – Front National                       | 3.528.663   | 13,6        | 0           | 842.695     | 3,7         | 2           | 2              |
| CEN – Le Centre pour la France (MoDem)    | 458.098     | 1,8         | 0           | 113.196     | 0,5         | 2           | 2              |
| ALLI – Alliance centriste                 | 156.026     | 0,6         | 0           | 123.132     | 0,5         | 2           | 2              |
| REG – Régionaliste                        | 145.809     | 0,6         | 0           | 135.312     | 0,6         | 2           | 2              |
| EXD – Extrême droite (Extreme Rechte)     | 49.499      | 0,2         | 0           | 29.738      | 0,1         | 1           | 1              |
| EXG – Extrême gauche (Extreme Linke)      | 253.386     | 1,0         | 0           | –           | –           | 0           | 0              |
| ECO – Écologistes                         | 249.068     | 1,0         | 0           | –           | –           | 0           | 0              |
| AUT – Autres (Sonstige)                   | 133.752     | 0,5         | 0           | –           | –           | 0           | 0              |
| Gesamt                                    | 25.952.859  | 100         | 36          | 23.029.308  | 100         | 541         | 577            |
|                                           |             |             |             |             |             |             |                |
| Ungültige Stimmen                         | 416.267     | 1,6         |             | 923.178     | 3,9         |             |                |
| Wähler                                    | 26.369.126  | 57,2        |             | 23.952.486  | 55,4        |             |                |
| Wahlberechtigte                           | 46.082.104  |             |             | 43.233.648  |             |             |                |
|                                           |             |             |             |             |             |             |                |
| Quelle: Französisches Innenministerium    |             |             |             |             |             |             |                |

Insgesamt war das Wahlergebnis ein großer Sieg für den Parti socialiste und seine Verbündeten (EELV, Divers gauche, Parti radical de gauche). In der Nationalversammlung verfügte Präsident François Hollande damit über eine komfortable Majorité présidentielle von 331 Abgeordneten (57,4 %). Das konservativ-bürgerliche und liberale Lager (UMP, Divers droite, Nouveau Centre, Parti radical valoisien, Alliance centriste, Mouvement démocrate) kam auf 231 Sitze (40,0 %). Der Front National errang 2 und der kommunistische Front de gauche 10 Sitze.

## Wahlwiederholungen
Aufgrund von erfolgreichen Wahlanfechtungen annullierte das französische Verfassungsgericht, der Conseil constitutionel, am 18. bzw. 24. Oktober das Wahlergebnis in drei Wahlkreisen. Betroffen waren der 6. Wahlkreis von Hérault (Entscheidung Nr. 2012-4590), der 1. Wahlkreis von Val-de-Marne (Entscheidung Nr. 2012-4565/4567/4568/4574/4575/4576/4577 AN) und der 13. Wahlkreis von Hauts-de-Seine (Entscheidung Nr. 2012-4563/4600 AN). Zwei Abgeordnete der UMP und eine Abgeordnete des PS verloren dadurch ihre Parlamentsmandate. In den drei Wahlkreisen fanden im Dezember 2012 Nachwahlen statt, bei denen sich jeweils die Kandidaten der UMP durchsetzen konnten.

## Kabinett
Am Tag seiner Amtseinführung, dem 15. Mai 2012, ernannte Hollande Jean-Marc Ayrault zum Premierminister.
Ayrault präsentierte am 15. Mai 2012 eine Übergangsregierung.
Diese Übergangsregierung amtierte nur bis zur Parlamentswahl im Juni 2012. Nach dem zweiten Wahlgang am 17. Juni 2012 trat Ayrault einen Tag später gemeinsam mit seiner Regierung zurück.
Unmittelbar danach ernannte Hollande Ayrault erneut zum Premierminister. Am 21. Juni 2012 präsentierte Ayrault seine neue Regierung (Kabinett Ayrault II), die weitgehend unverändert blieb und bis zu ihrem Rücktritt am 31. März 2014 amtierte.